# حلزون‌های کرکره‌دار
حلزون‌های کرکره‌دار (Clausiliidae) خانواده‌ای از حلزون‌های کوچک و درازجثه هستند. این حلزون‌ها در بدن خود اندامی به شکل و کارکرد کرکره دارند که نام آن نیز در زیست‌شناسی کرکره clausilium است و آن‌ها را قادر می‌سازد دهانه گشودگی صدف خود را ببندند.
حلزون‌های کرکره‌دار در زمره حلزون‌های زمین و شُش‌دار هستند. آن‌ها از شکم‌پایان چپ‌لغز sinistral و چپ‌دست هستند.

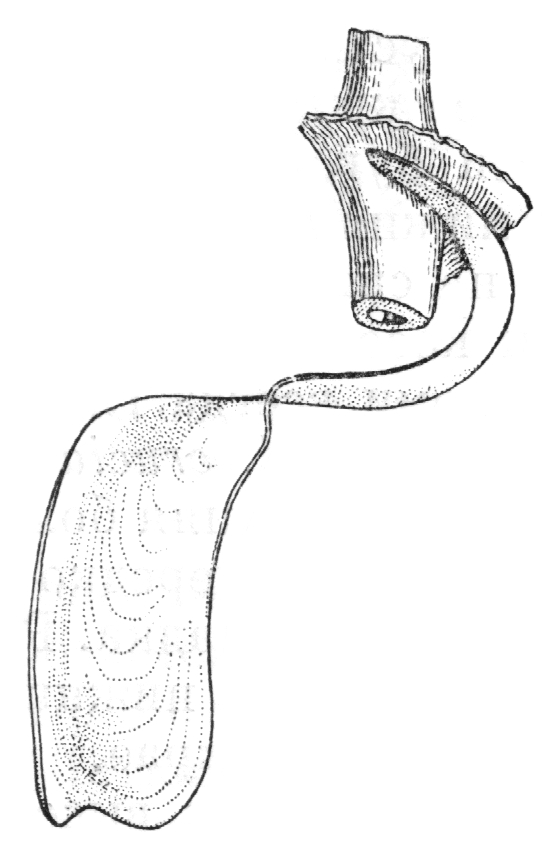
کرکره حلزون بید مجنون